# Szybowice Wałbrzyskie
Szybowice Wałbrzyskie – zlikwidowany w 1991 roku przystanek osobowy na granicy Wałbrzycha i Boguszowa-Gorc, w województwie dolnośląskim, w Polsce. Obecnie po przystanku pozostał jedynie betonowy peron.